# Ephemera spilosa
Ephemera spilosa is een haft uit de familie Ephemeridae. De wetenschappelijke naam van de soort is voor het eerst geldig gepubliceerd in 1936 door Navás.
De soort komt voor in het Oriëntaals gebied.